# Невё, Пий Эжен
Пий Эже́н Жозе́ф Невё (фр. Pie Eugène Joseph Neveu; 23 февраля 1877 — 17 октября 1946, Париж) — епископ Римско-католической Церкви, епископ Цитрусский, первый Апостольский администратор Москвы.

## Семья и образование
Родители — Эжен Невё, работник фаянсового завода, и Александрина, урождённая Молине. Эжен был старшим из шестнадцати детей. Епископ вспоминал о своей семье: «Мы были маленькими людьми, бедными среди бедных, и выжили лишь благодаря помощи ордена св. Винсента де Поля». Уже в восемь лет мальчик начал зарабатывать, продавая католическую газету «Ла-Круа».
Получил образование в Жьенском интернате святого Иосифа, окончил малую семинарию, высшую семинарию в Орлеане.

## Монах-августинец
Вступил в католическую монашескую конгрегацию Августинцев Успения Божией Матери (ассумпционистов). В 1897 году дал вечные обеты, 18 марта 1905 года в Иерусалиме был рукоположён в священники. Принял монашеское имя Пий (Пи) «в честь святого Пия V и кардинала Пи, этого великого прелата, врага либерализма, достойного папского воина».

## Служение в России
В октябре 1906 года прибыл в Россию, служил капелланом приюта «Добрый Пастырь» в Петрограде. С 1907 года — настоятель французского прихода в городе Макеевке. Его прихожанами были французские и бельгийские специалисты, работавшие на шахтах Донбасса, и члены их семей. Руководил строительством храма, который был освящён в декабре 1915 года. Во время Первой мировой войны стал окормлять также приход в Енакиеве, настоятель которого, немец по национальности, был арестован за высказывания в пользу Германии. С 1918 года проповедовал в храме на русском языке, который прекрасно знал.
В 1923 году направил меморандум народному комиссару иностранных дел Украины Христиану Раковскому, в котором предложил установить дипломатические отношения между СССР и Ватиканом и заключить соглашение между ними для защиты интересов верующих.

## Епископ
21 апреля 1926 года в Москве в храме святого Людовика епископ Мишель д’Эрбиньи по поручению Папы Пия XI рукоположил о. Невё во епископа Цитрусского. Во время церемонии присутствовали только староста прихода Алиса Отт и военный атташе посольства Италии в Москве полковник Берджеру.
Епископ Невё был назначен Апостольским администратором Москвы, в этом качестве окормлял практически всех католиков России — в его юрисдикции находились три епископа, также тайно рукоположённых д’Эрбиньи (Антоний Малецкий, Болеслав Слосканс и Александр Фризон), и экзарх католиков восточного обряда Леонид Фёдоров. Согласно папским декретам Невё мог устанавливать новых Апостольских администраторов и рукоположить не более трех новых епископов. Вступил в исполнение обязанностей Апостольского администратора 3 октября 1926 года, тогда же официально заявил о своём епископском сане.
18 октября 1926 года органы советской власти потребовали от епископа в трёхдневный срок покинуть СССР. Однако за него вступилось французское посольство, и ему было разрешено остаться в стране с условием, что он будет окормлять только французов. В реальности, его паствой продолжали быть католики разных национальностей. Оказывал материальную помощь католическим священникам и мирянам, находившимся в заключении. Деятельность епископа проходила под жёстким надзором со стороны органов государственной безопасности, которые собирали на него компрометирующие материалы.
Присоединил к католической церкви православного архиепископа Варфоломея (Ремова) (епископ Сергиевский, викарий Московской Епархии при Патриархе Тихоне), который в 1933 году был тайно назначен викарным епископом Апостольского администратора Москвы. В 1935 году владыка Варфоломей был арестован и расстрелян.
Епископ Невё был библиофилом, являлся владельцем большой библиотеки, которая ещё во время его служения в Макеевке составляла около восьми тысяч томов и была существенно пополнена в Москве. С 1932 года жил в посольстве Франции в Москве. В 1934 году выехал на четыре месяца во Францию и Рим, где его дважды принял Папа Пий XI. В 1935 году епископ Невё совершил тайную епископскую хиротонию ленинградского священника Жана Амудрю и назначил его главой Апостольской администратуры Ленинграда. Однако, епископ Амудрю вскоре был выслан из страны.

## Последние годы жизни
В 1936 году вновь выехал во Францию на лечение, однако возвращаться в СССР ему было запрещено. 3 февраля 1937 году вновь был принят Папой. Его свидетельства во многом повлияли на энциклику Пия XI Divini Redemptoris от 19 марта 1937 года, содержавшую резкую критику коммунизма.
Последние годы жизни провёл во Франции, где занимался пастырской деятельностью — совершал конфирмации, рукополагал духовных лиц, читал лекции. В том числе он рукоположил в сан диакона будущего протопресвитера Георгия Рошко. В 1941—1942 годах с епископом четырежды встречались представители немецких оккупационных властей, которые предлагали ему вернуться в Москву, после победы Германии над Советским Союзом. Невё ответил отказом, он также отказался опубликовать в прессе заявление антибольшевистского характера, заявив, что оно может стать причиной новых испытаний для католиков в России.
Скончался в парижском храме Сен-Пьер-де-Шайо (в центре города, недалеко от Елисейских Полей), где он должен был совершать обряд венчания. Первоначально был похоронен в Париже; в 1954 году его прах был перенесен в церковь св. Жанны д’Арк в Жьене.